# Castell Nou d'Ansemburg
El Castell Nou d'Ansemburg (en luxemburguès: Schlass Aansebuerg; en francès: Grand Château d'Ansembourg localment nomenat «Castell nou») situat a Ansemburg a Luxemburg, és un castell del segle xvii. Es troba a la vall de l'Eisch, conegut com la Vall dels Set Castells. A un quilòmetre de distància de la part superior del Castell d'Ansemburg -antic castell medieval-.

## Història
El 1639 Thomas Bidart va construir una casa, que ara és la part central del castell. Originari de Lieja a Bèlgica, Bidart, va ser un pioner de la indústria siderúrgica de Luxemburg, nomenant l'edifici «Maison des Forges». Durant la Guerra dels Trenta Anys, va explotar la seva fusta i ferro, en una foneria de prop de l'antic castell, va muntar la fabricació d'armes. Com a resultat, la seva família va prosperar, guanyant els drets al títol de «Senyors d'Amsemburg» que havia pertangut a la família Raville fins al 1671.
Va ser la família Marchant qui, després d'heretar la propietat per matrimoni, va emprendre la seva transformació sorprenent en el castell amb l'aspecte actual. El 1719, el pati es va ampliar amb dues ales a cada costat de l'edifici original. El frontispici sud es va millorar amb un magnífic arc on quatre estàtues representen els quatre continents. Equipat amb dues petites torres, la nova façana donava als jardins que estaven connectats al castell a través d'una galeria. El balcó del primer pis per damunt del porxo proporcionava una excel·lent vista dels jardins, amb flors i una font. Entre 1740 i 1750, Lambert Joseph de Marchant et d'Ansembourg va transformar encara més els jardins i va estendre els edificis pel costat nord del pati principal per la seva utilització com a estables i allotjaments per al personal del castell. El 1759, el comte Joseph Lambert va afegir la impressionant porta d'entrada barroca amb les armes dels Marchant d'Ansembourg i Velbruck.
Els jardins del castell estan oberts al públic tots els dies. El castell també alberga una sèrie d'esdeveniments culturals durant l'any.

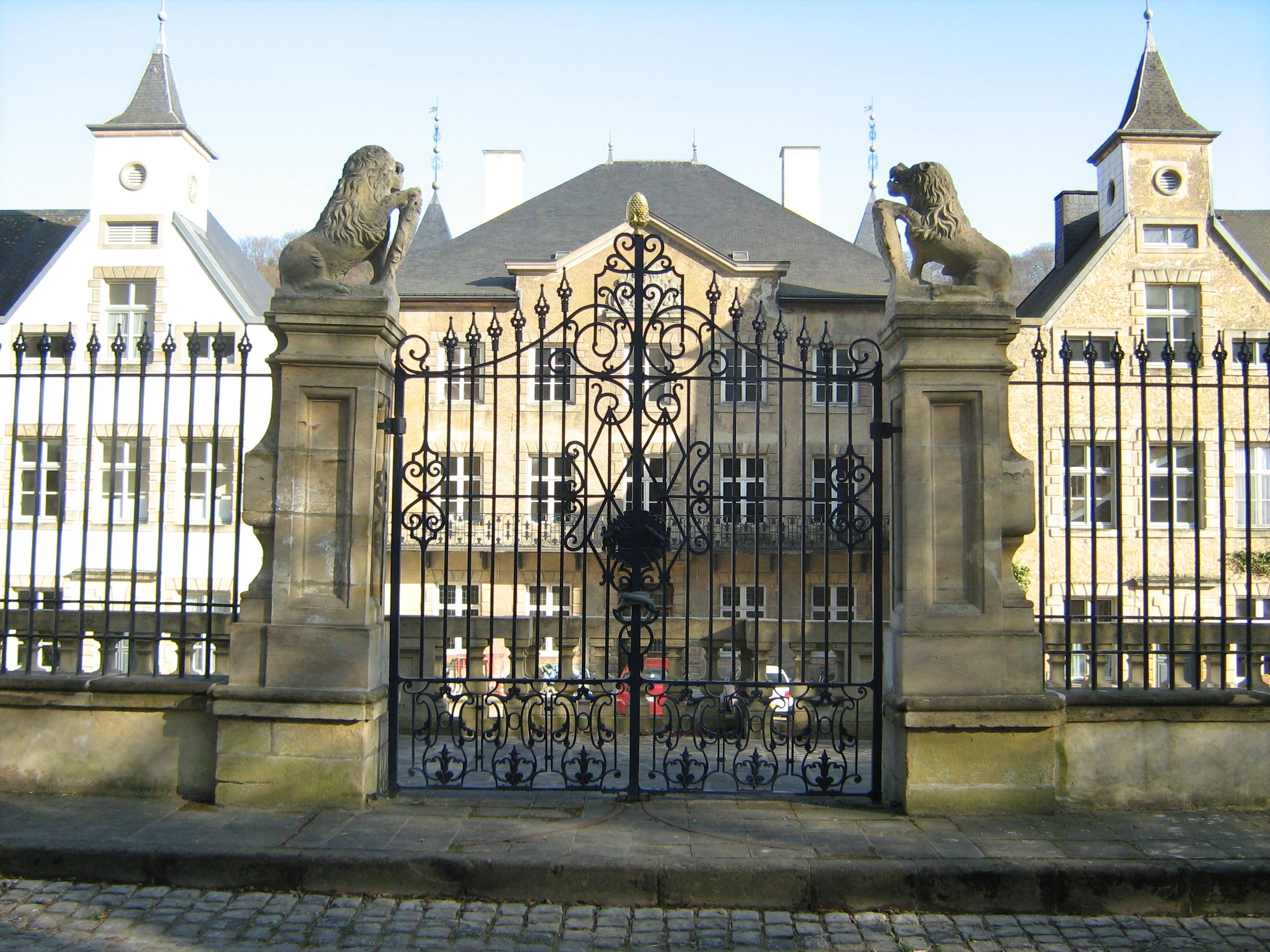
Entrada central
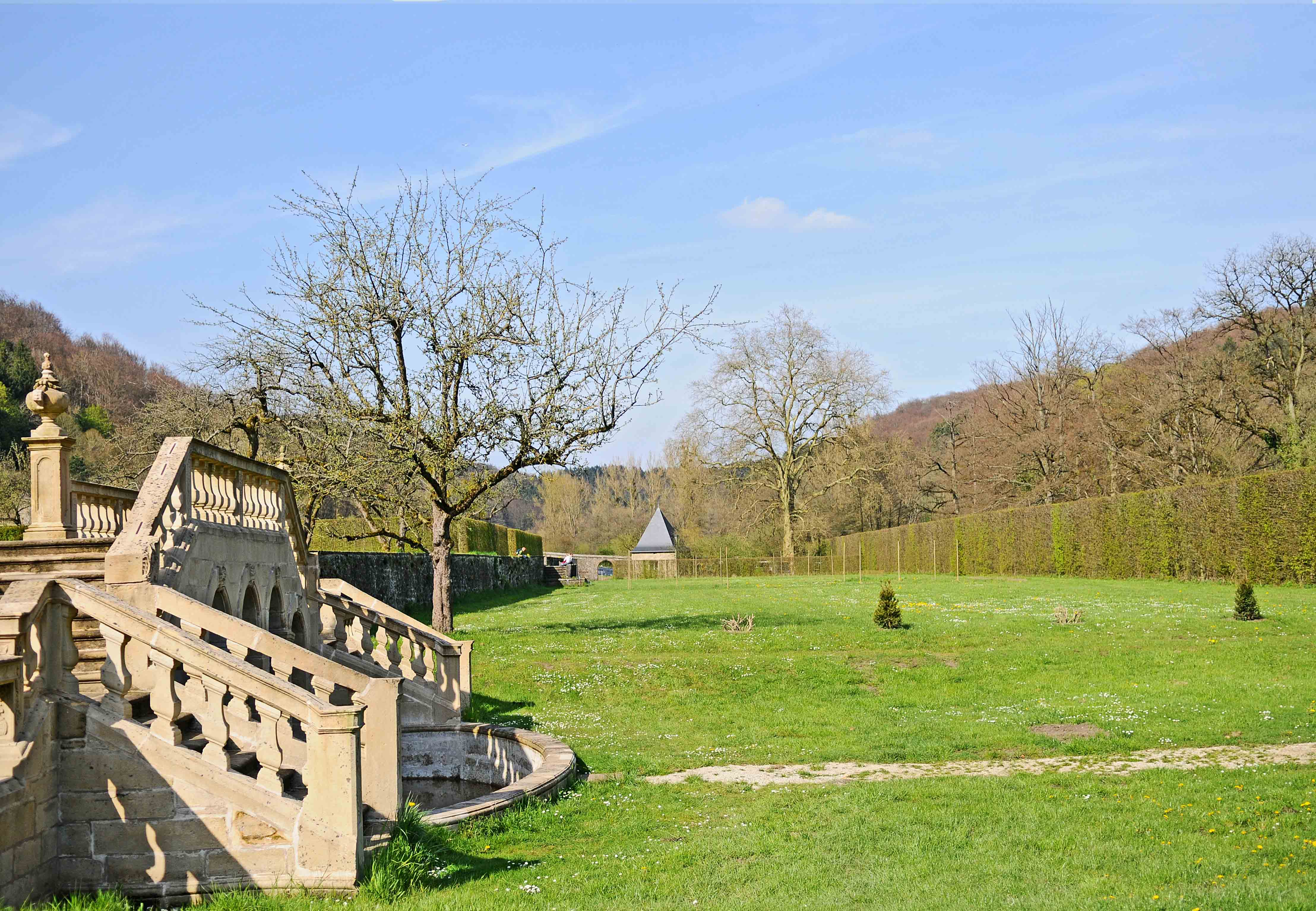
Jardins
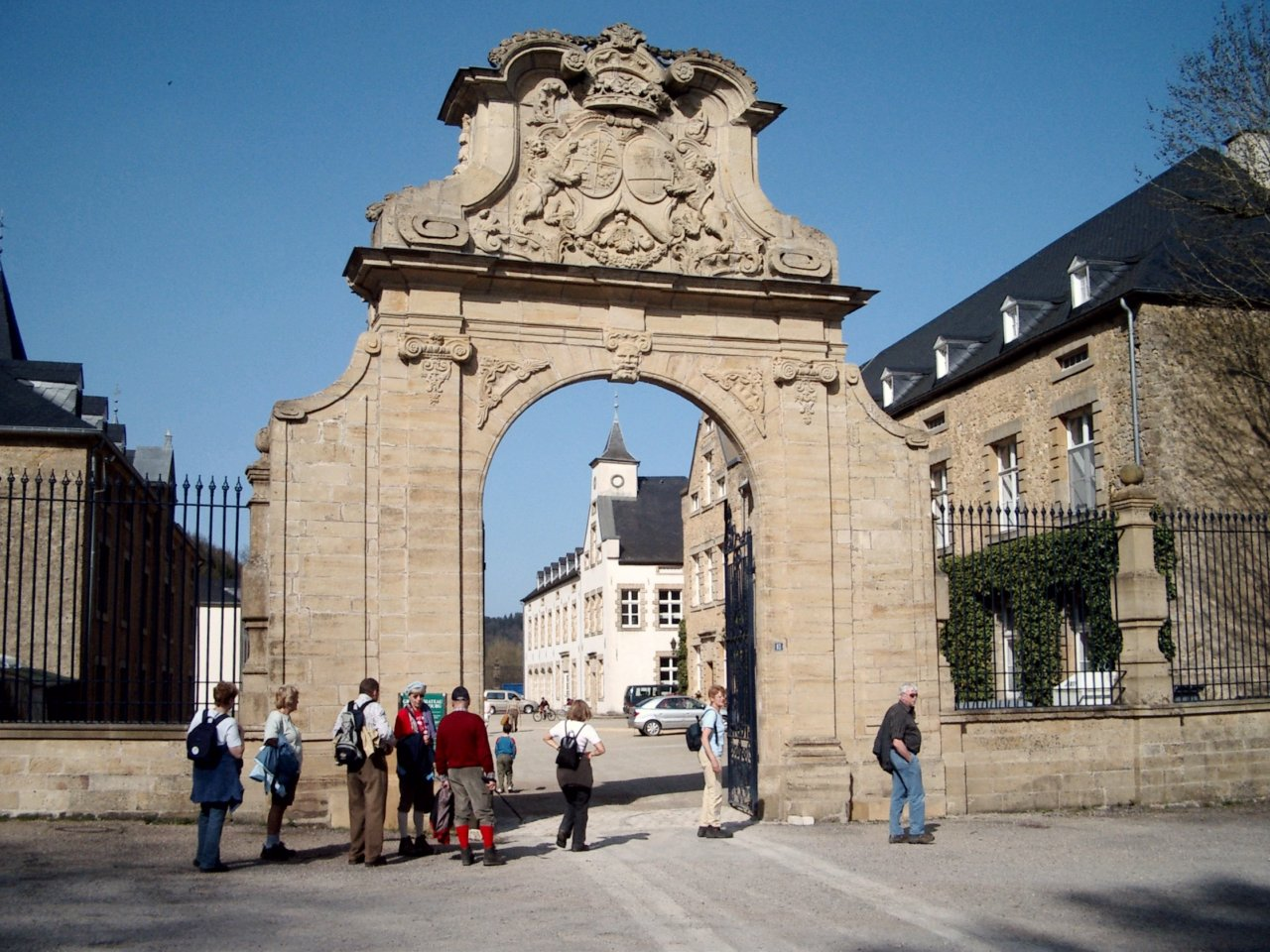
Porta barroca